# Howard Thompson (critic de film)
Howard Thompson (n. 25 octombrie 1919, Natchez, Mississippi, SUA – d. 10 martie 2002, Cape Canaveral⁠(d), Florida, SUA) a fost un jurnalist și critic de film american care a lucrat timp de patruzeci și unu de ani la cotidianul The New York Times.

## Biografie
Henry Howard Thompson Jr. s-a născut în orașul Natchez, sediul comitatului Adams din statul american Mississippi. A început studii universitare la Louisiana State University, dar s-a înrolat voluntar ca parașutist în Armata Statelor Unite ale Americii în timpul celui de-al Doilea Război Mondial. În această perioadă Thompson a fost capturat și a fost deținut șase luni într-un lagăr de prizonieri din Germania. După demobilizare, și-a continuat studiile la Universitatea Columbia. În 1947 s-a alăturat cotidianului The New York Times ca funcționar în departamentul de resurse umane și, în curând, s-a mutat la secția de film ca ajutor al lui Bosley Crowther, criticul de film al ziarului Times. A avansat ulterior la funcția de reporter care a intervievat frecvent personalități din lumea filmului și a devenit în cele din urmă critic de film la sfârșitul anilor 1950. Recenziile scrise de el au fost semnate în primii săi ani în mod obișnuit cu inițialele „H.H.T.” sau „HHT”. El a îndeplinit, de asemenea, funcția de președinte al New York Film Critics.
Thompson și-a câștigat reputația de critic prin comentariile sale concise despre filmele incluse în programele de televiziune. Tabloidul The Village Voice l-a numit „Virgiliu al ghidurilor TV”, iar recenziile sale sumare au fost etichetate „Tiny Thompsons”. S-a pensionat în anul 1988, dar a continuat să redacteze rubrica „Critic's Choice” și să scrie comentarii scurte despre filmele programate la televiziune.
Thompson a suferit un accident vascular cerebral în 1996. A murit de pneumonie la vârsta de 82 de ani, în orașul Cape Canaveral din Florida, unde locuia după ce ieșise la pensie.